# علم البرمائيات
علم البرمائيات هو فرع من فروع علم الحيوان يهتم بدراسة البرمائيات بما في ذلك الضفادع، السلمندرات، والديدان الأرضية. وهو تخصص فرعي من علم الزواحف، الذي يشمل أيضًا الزواحف غير الطائرة (مثل الثعابين، والسحالي، والسلاحف، والتماسيح، والتواتارا). قد يدرس علماء البرمائيات التطور، والبيئة، والسلوك، أو تشريح البرمائيات.
البرمائيات هي فقاريات ذوات دم بارد توجد بشكل كبير في البيئات الرطبة، على الرغم من أن العديد من الأنواع لديها تكيفات سلوكية خاصة تمكنها من العيش في الصحاري، والأشجار، تحت الأرض، وفي المناطق التي تشهد تقلبات كبيرة في درجات الحرارة على مدار المواسم. هناك أكثر من 8700 نوع من البرمائيات.

## علماء البرمائيات البارزين
- جان ماري رينيه جيبي (Jean Marius René Guibé)
- غابرييل بيبرون (Gabriel Bibron)
- أوسكار بوتيغر (Oskar Boettger)
- جورج ألبرت بولينجر (George Albert Boulenger)
- إدوارد درينكر كويبي (Edward Drinker Cope)
- فرانسوا ماري دودان (François Marie Daudin)
- فرانز فيرنر (Franz Werner)
- ليسك برغر (Leszek Berger)